# Adrian Mark Lister
Adrian Mark Lister és un paleontòleg britànic, catedràtic de paleobiologia a l'University College London de Londres. L'any 1976 es graduà en zoologia a la Universitat de Cambridge, on es doctorà el 1981. La seva especialitat és l'estudi de l'evolució de les espècies de mamífers del Quaternari. A vegades apareix en programes de televisió i de ràdio a parlar de paleontologia o l'evolució.
Fou assessor científic de sèries com Walking with Beasts o Monsters We Met. En aquesta última, el treball d'investigació de Lister se centrà a intentar determinar l'element desencadenador de l'extinció de grans mamífers europeus a finals de l'última edat de gel. Analitzant el registre fòssil d'espècies com l'ant irlandès, el rinoceront llanut o el mamut, Lister i Tony Stuart suggeriren que un canvi ecològic i ambiental hauria començat a delmar les poblacions d'aquests animals, i que els humans de la prehistòria els haurien donat el cop de gràcia.
A més de conduir recerca sobre la seva extinció, Lister ha conduït altres tipus d'investigació sobre els mamuts. Lister i Andrei V. Sher, de l'Acadèmia Russa de les Ciències, estudiaren el clima de Sibèria durant l'última edat glacial, trobant que les condicions climàtiques periglacials hi duraren més temps que a Europa. També determinaren que les adaptacions d'algunes espècies de mamut per pasturar s'originaren a Sibèria i després s'estengueren a Europa.
Lister descrigué Leptictidium nasutum juntament amb Gerhard Storch.